# Magdalena van de Passe
Magdalena van de Passe, dite en français Madeleine de Passe, née en 1600 à Cologne, en Saint-Empire, et morte en 1638 à Utrecht (Provinces-Unies), est une graveuse hollandaise, membre de la famille de graveurs fondée par Crispin le Vieux.

## Biographie
Formée par son père Crispin le Vieux, Magdalena van de Passe se fait remarquer par l’agrément de son burin. Elle est la sœur de Crispin le jeune, Simon, et Willem van de Passe. Ils travaillent tous en famille dans l'atelier de leur père émigré, à cause de sa foi, à Utrecht pour créer une maison d'édition d'estampes d'envergure internationale.  
Elle s’attache au peintre et poète Adam Willaerts qui lui donne le goût des petits paysages baignés d’eaux tranquilles et historiées. Elle reproduit également des tableaux que le comte de Goudt avait ramené d’Italie à Utrecht en travaillant à sa manière avec de forts contrastes de lumière et d'ombre, ainsi que ceux de Jean de Pinas, autre Hollandais revenu de Rome. d’Adam Elsheimer, Jan Bruegel, Savery et Adam Willaerts.
Dès 14 ans, elle signe ses images et devient connue dans le milieu artistique. Elle est intime avec Adriaen van de Venne et le  poète et dramaturge Pieter Corneliszoon Hooft lui écrit un verset pour son image de Vénus et Adonis.
Elle enseigne la gravure et le dessin à la poétesse Anna Maria van Schurman.
Magdalena de Passe se marie le 5 octobre 1634 avec le chevalier Frederick Bevervoordt qui meurt l'année suivante, dès lors elle ne grave plus et se consacre à soigner son père. 
Magdalena van de Passe meurt à Ultrecht le 22 janvier 1638.

## Œuvre
Magdalena a meilleure réputation que ses frères. Commençant bien plus jeune qu'eux, elle est considérée comme un prodige mais produit peu, devant s'occuper de ses parents. Elle se fait remarquer par ses nombreux paysages, comme la Mort de Procris d'après Elsheimer, et ses scènes mythologiques.
La Sibylle hellespontique, Élie sur le Carmel, Salmacis et Hermaphrodite, datée de 1628, indiquent les trois moments et les nuances du talent gracieux de Magdalena.
Magdalena de Passe fait également des portraits finement gravés : en 1620, Catharina van Pallandt, comtesse de Culemborg, en 1624, Armgaert de Dort, Dame de Roosendael d'après un tableau de Paul Moreelse.
Magdalena de Passe est aussi une femme ingénieuse car elle a l'idée d'utiliser la gravure pour imprimer et décorer le linge de maison en imprimant une plaque de cuivre avec une représentation appropriée pour le tissu. Ces vêtements pour la maison ou la nuit sont portés par des personnes de classe aisée. Le 26 mars 1630, elle obtient des États-généraux un privilège de trois ans plusieurs fois renouvelé pour ses tampons d'impression.
Elle a travaillé, de plus, avec son frère Willem van de Passe sur une série de 65 gravures illustrant le Heroologia Anglica (1620) publié par l'éditeur anglais Henry Holland. Elle a également travaillé avec son père sur une série d'illustrations destinées aux Métamorphoses d'Ovide provenant de Karel van Mander. Ce projet d'envergure n'a pu être achevé.
Voici quelques-unes de ses gravures que l'on peut citer :
- Portrait de John Kays (Ioannes Caius), frontispice pour La légende de Aernout van Buchell ;
- Pygmalion,  Musée Boijmans Van Beuningen, Rotterdam ;
- Atalante et Hippomène, pour les Métamorphoses d'Ovide, légendes en latin et français[6] ;
- Portrait de Lady Jane Grey, exécutée avec son frère Willem, 1620[7]
- La mort de Procris, gravure d'après Adam Elsheimer, 1614[1] ;
- Les Merveilles du monde, série de 1614[1] ;
- George Clifford, 3e comte de Cumberland, portrait signé Willem et Magdalena van de Passe, 1620[8].

Quelques gravures de Magdalena van de Passe
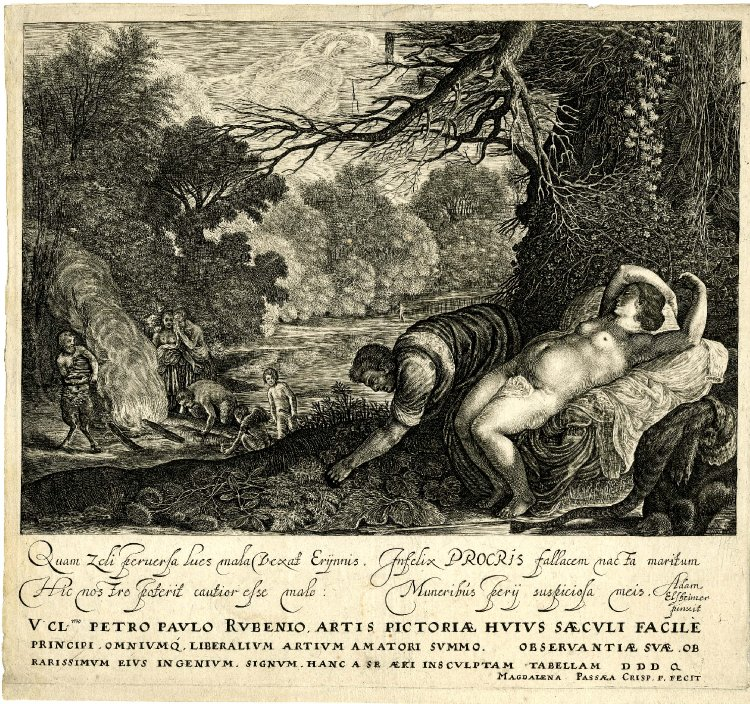
Appolo et Coronis
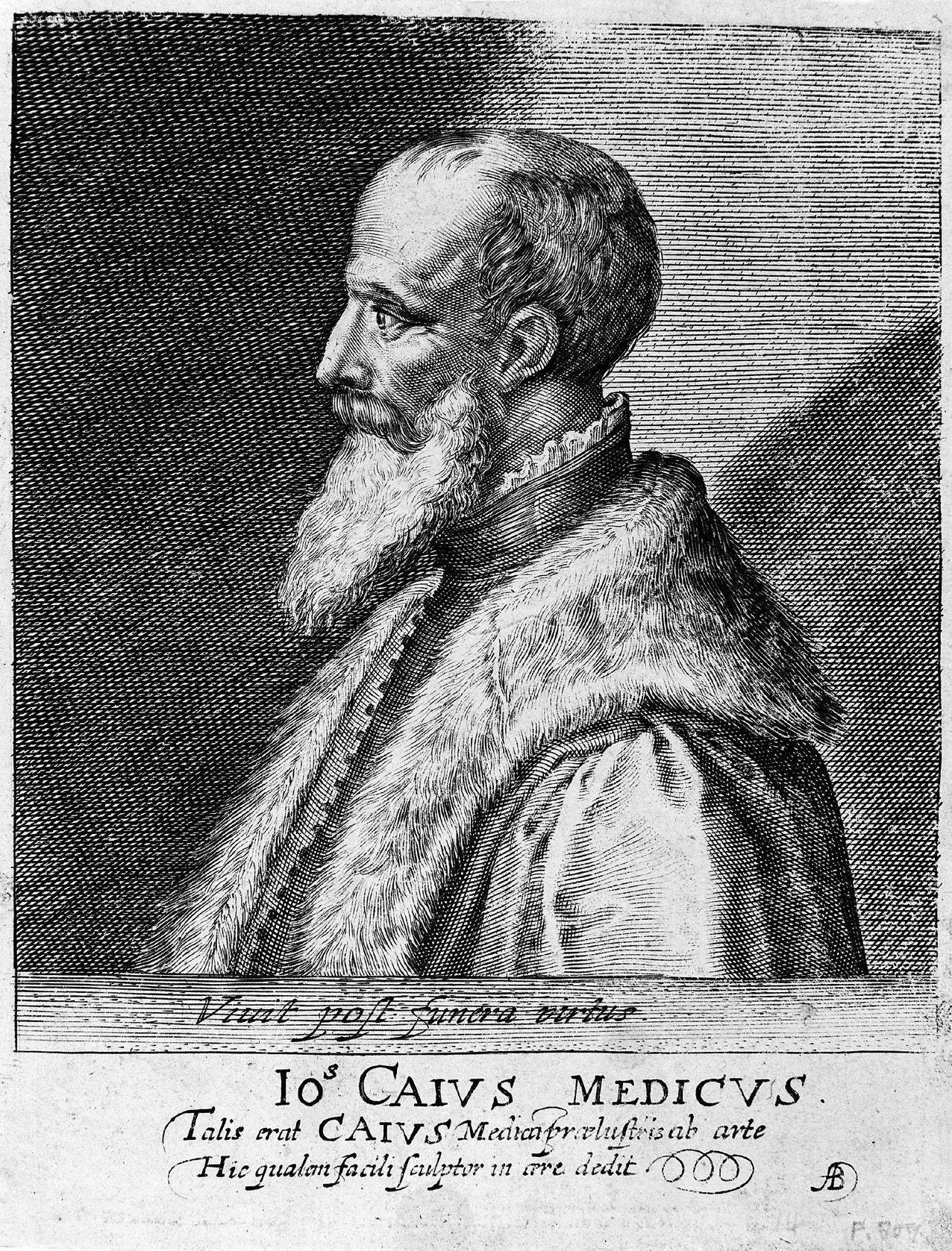
John Caius
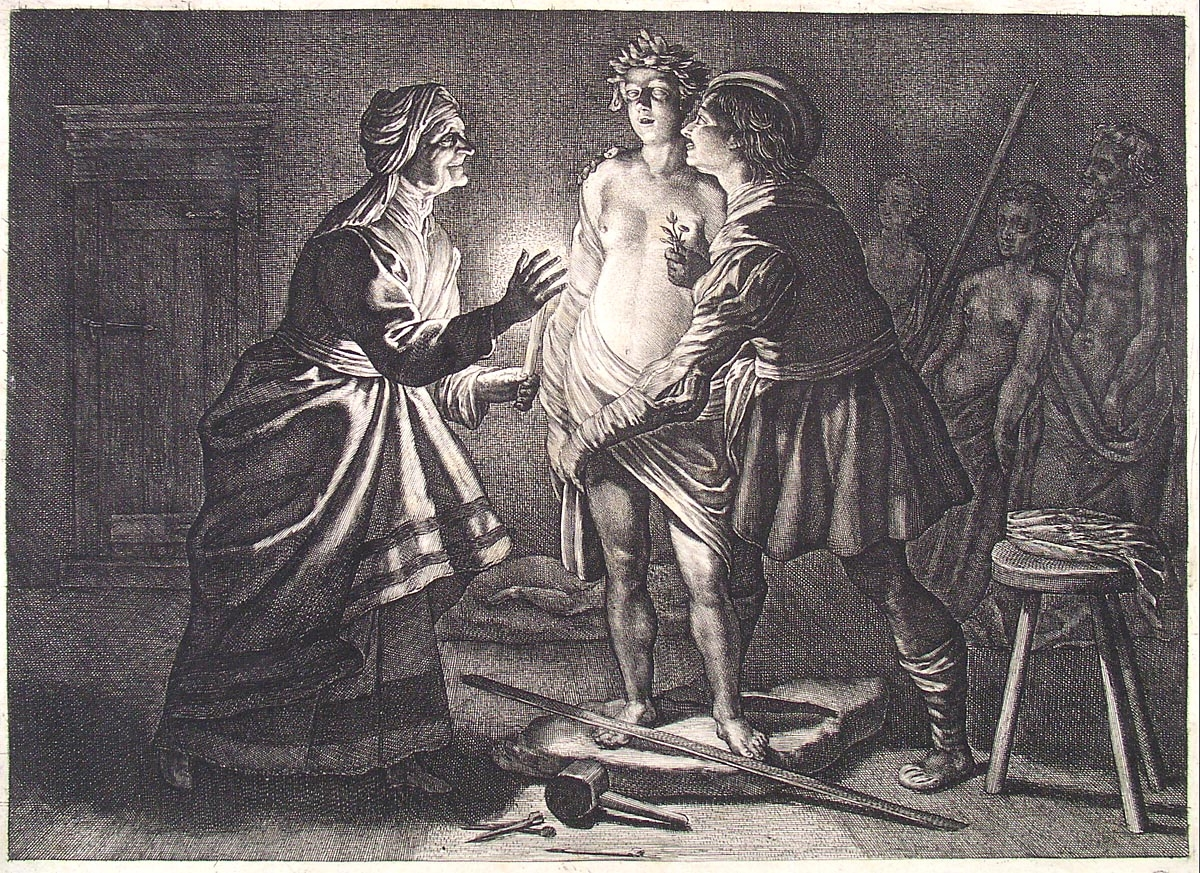
Pygmalion
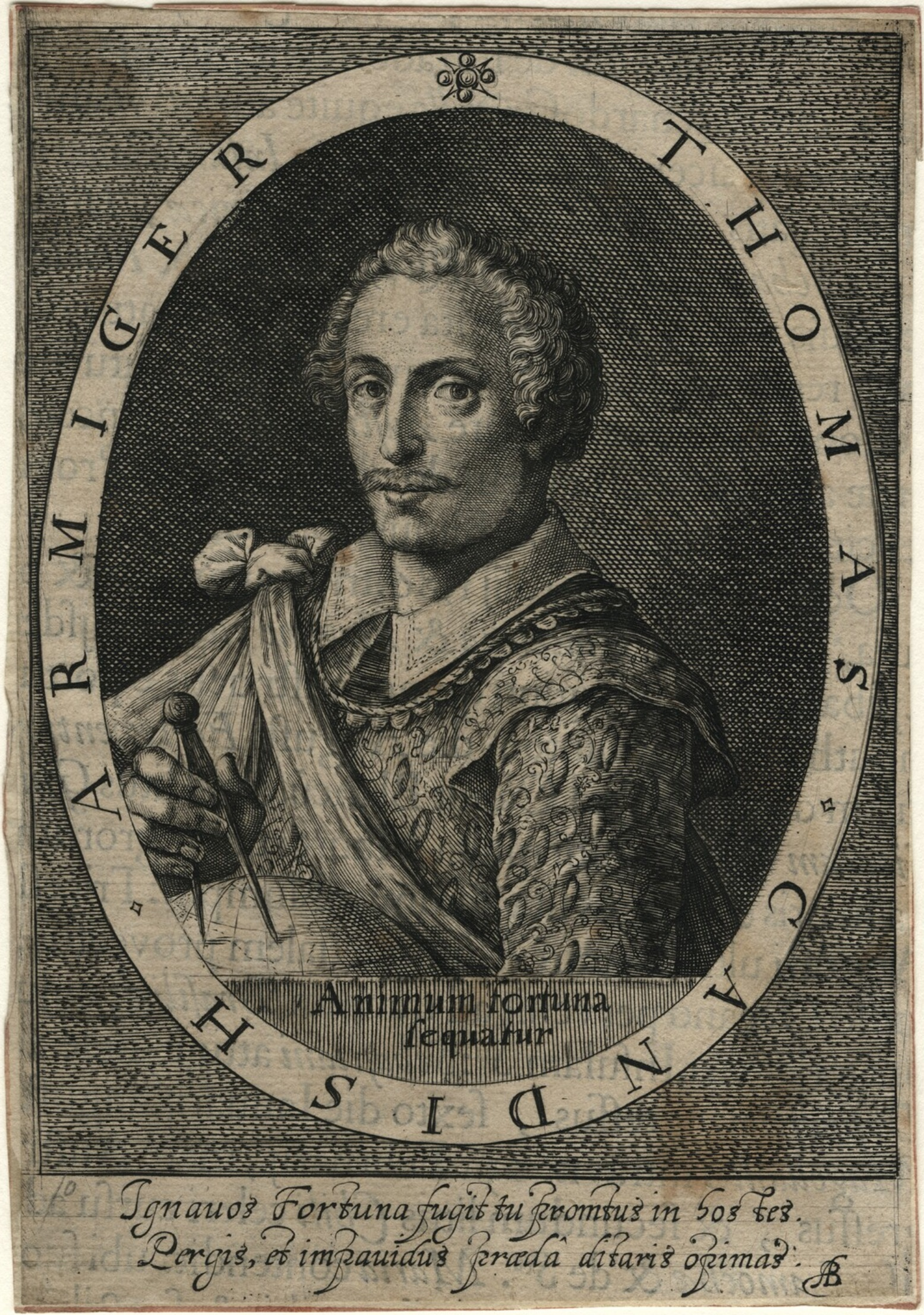
Thomas Cavendish
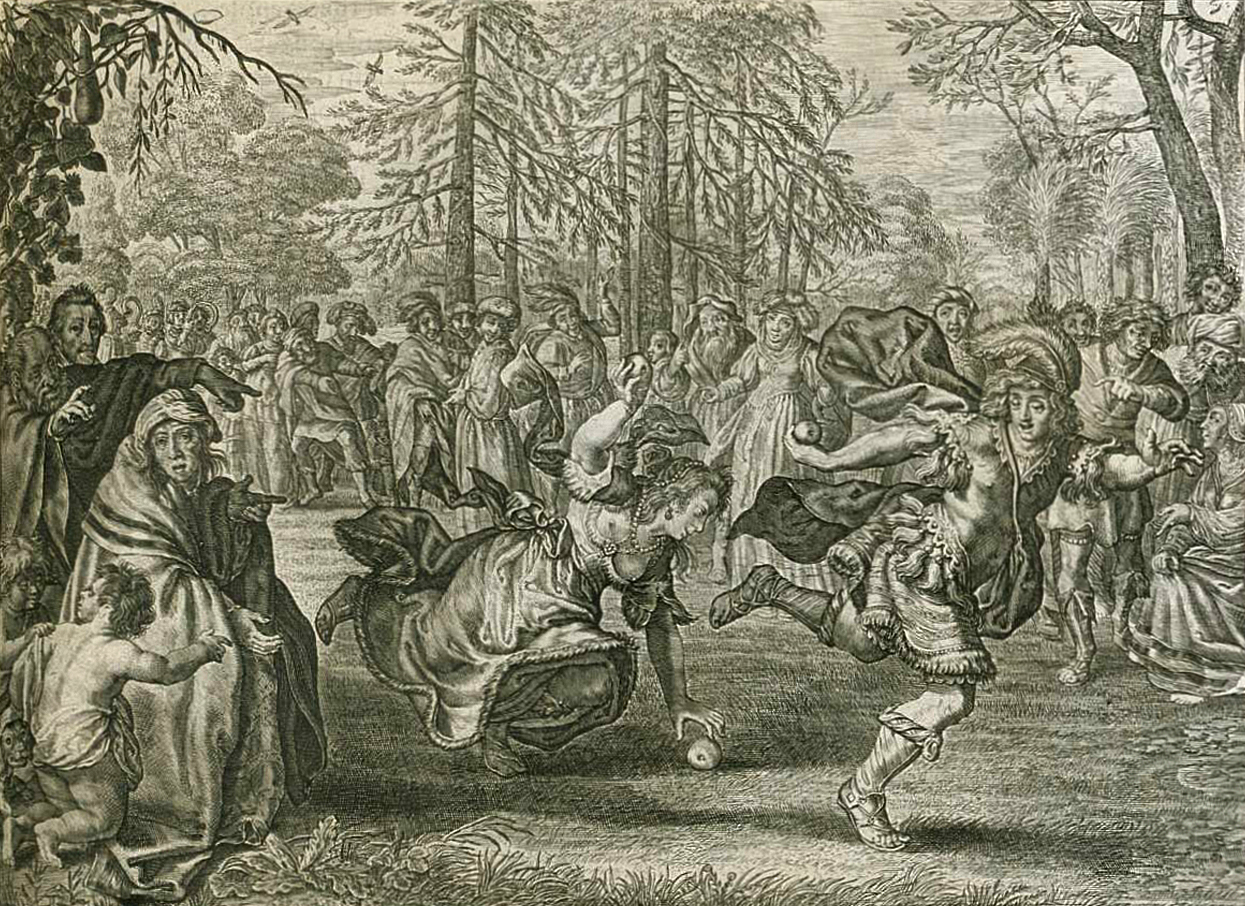
Atalante et Hippomène issue des Métamorphoses d'Ovide